# Tara Lipinski
Tara Kristen Lipinski (sinh ngày 10 tháng 6 năm 1982) là cựu vận động viên trượt băng nghệ thuật, diễn viên, bình luận viên thể thao và nhà sản xuất phim tài liệu người Mỹ. Ở nội dung đơn nữ, cô giành huy chương vàng Thế vận hội Mùa đông 1998, vô địch Thế giới 1997, hai lần vô địch Chung kết Champions Series (1997–1998) và vô địch Hoa Kỳ 1997. Cho đến năm 2019, cô là vận động viên trượt băng đơn trẻ nhất vô địch Quốc gia Hoa Kỳ và là người trẻ nhất vô địch Thế vận hội và Thế giới trong lịch sử trượt băng nghệ thuật. Cô là phụ nữ đầu tiên biểu diễn thành công kỹ thuật tổ hợp 3Lo-3Lo trong thi đấu, đây cũng là yếu tố nhảy đặc trưng của Lipinski. Bắt đầu từ năm 1997, báo chí Mỹ tung tin Lipinski tranh đua với vận động viên trượt băng nghệ thuật Michelle Kwan, đỉnh điểm của việc này là khi Lipinski giành huy chương vàng tại Thế vận hội mùa đông 1998.
Lipinski nghỉ thi đấu vào năm 1998. Cô chiến thắng tất cả các giải mình đã tham gia, đồng thời là vận động viên trượt băng trẻ nhất chiến thắng trong Giải vô địch trượt băng nghệ thuật chuyên nghiệp thế giới. Cô tham gia biểu diễn trong các chương trình truyền hình trực tiếp trước khi giã từ sân băng vào năm 2002. Lipinski cùng với nhà bình luận thể thao Terry Gannon và đồng đội trượt băng cũng là bạn tốt Johnny Weir trở thành bình luận viên trượt băng nghệ thuật chính cho đài NBC năm 2014.

## Thuở nhỏ
Tara Kristen Lipinski sinh ngày 10 tháng 6 năm 1982 tại Philadelphia, con gái của "Pat" Lipinski và giám đốc điều hành dầu mỏ Jack Lipinski. Những năm ấu thơ diễn ra ở Sewell, New Jersey. Lúc lên hai, khi đang xem Thế vận hội Mùa hè 1984, bé Tara đứng lên cái bát Tupperware và giả vờ là vận động viên giành huy chương vàng. Năm ba tuổi, cô bé bắt đầu trượt patin và cuối cùng vô địch quốc gia trong nhóm tuổi mình khi lên chín. Cùng năm ấy, Lipinski bắt đầu trượt băng nghệ thuật, mang các kỹ năng đã có sang sân băng. Về sau, cô chuyển hẳn sang trượt băng nghệ thuật và học kỹ năng này tại Đại học Delaware tại Newark, Delaware.
Năm 1991, cha Lipinski được thăng chức nên gia đình chuyển đến Sugar Land, Texas, gần Houston. Cô được tập luyện trên sân băng công cộng trong trung tâm thương mại The Galleria. Hai năm sau, Lipinski cùng mẹ trở lại Delaware để tiếp tục tập luyện với huấn luyện viên Jeff DiGregorio, người từng hướng dẫn cô trong ba năm trước khi họ chuyển đến Texas. Cha cô vẫn ở lại Texas để làm việc nuôi gia đình. Năm 1995, Lipinski và mẹ lại chuyển đến Bloomfield Hills, Michigan, để tập luyện với huấn luyện viên Richard Callaghan tại Câu lạc bộ Trượt băng Detroit.

## Sự nghiệp thể thao

### Những năm đầu
Năm 1994, Lipinski giành được huy chương bạc nữ cấp thiếu nhi (novice) tại Giải vô địch trượt băng nghệ thuật Hoa Kỳ năm 1994. Cũng năm ấy, cô trở thành vận động viên trẻ nhất nhận huy chương vàng tại Liên hoan Thế vận hội Hoa Kỳ khi 12 tuổi. Tháng 11, lần đầu tiên tham gia thi đấu quốc tế, cô giành vị trí thứ nhất tại giải Pokal der Blauen Schwerter ở Chemnitz (Đức) khiến giới truyền thông bắt đầu quan tâm. Ở cấp độ thiếu niên (junior), cô đứng vị trí thứ tư tại Giải vô địch thiếu niên thế giới 1995 và đứng thứ nhì tại Giải vô địch Hoa Kỳ 1995. Cuối năm 1995, cô đứng thứ năm tại Giải vô địch thế giới 1996, đánh dấu khép lại mối quan hệ giữa DiGregorio và nhà Lipinski.
Sau khi Lipinski và mẹ thực hiện một loạt phỏng vấn và nhận những bài học mẫu từ huấn luyện viên tiềm năng khắp cả nước, cuối cùng họ chọn thuê Richard Callaghan. Tháng 1 năm 1996, Lipinski giành huy chương đồng cấp độ trưởng thành (senior) tại Giải vô địch Hoa Kỳ 1996. Kết thúc mùa giải 1995–96, cô được quốc tế chú ý khi đủ điều kiện tham dự Giải vô địch thế giới 1996. Lipinski chỉ đứng thứ 22 sau bài thi ngắn, nhưng bài thi tự do với 7 cú nhảy ba vòng đã đưa cô lên vị trí 15.

### Mùa giải 1996–97
Lipinski và Callaghan dành năm tiếp theo giúp diện mạo mình trưởng thành hơn; cô tham gia lớp học múa ba lê và thuê biên đạo Sandra Bezic để "tạo ra những màn diễn cho Lipinski thể hiện niềm say mê nhưng trông chững chạc". Cuối năm 1996, cô tăng độ khó kỹ thuật cho bài diễn với cú nhảy liên hoàn 3Lo-3Lo. Cô trở thành phụ nữ đầu tiên thực hiện được kỹ thuật này khi thi đấu. Lipinski dự ISU Champions Series (về sau đổi tên thành Giải trượt băng nghệ thuật ISU Grand Prix) trong mùa giải 1996–97; cô về nhì tại Skate Canada, hạng ba tại Trophée Lalique và hạng nhì tại Cúp Quốc gia 1996. Cô giành huy chương vàng tại Chung kết Champion Series và đánh bại Michelle Kwan khi có nhiều cú nhảy thành công hơn trong cả bài thi ngắn lẫn tự do.

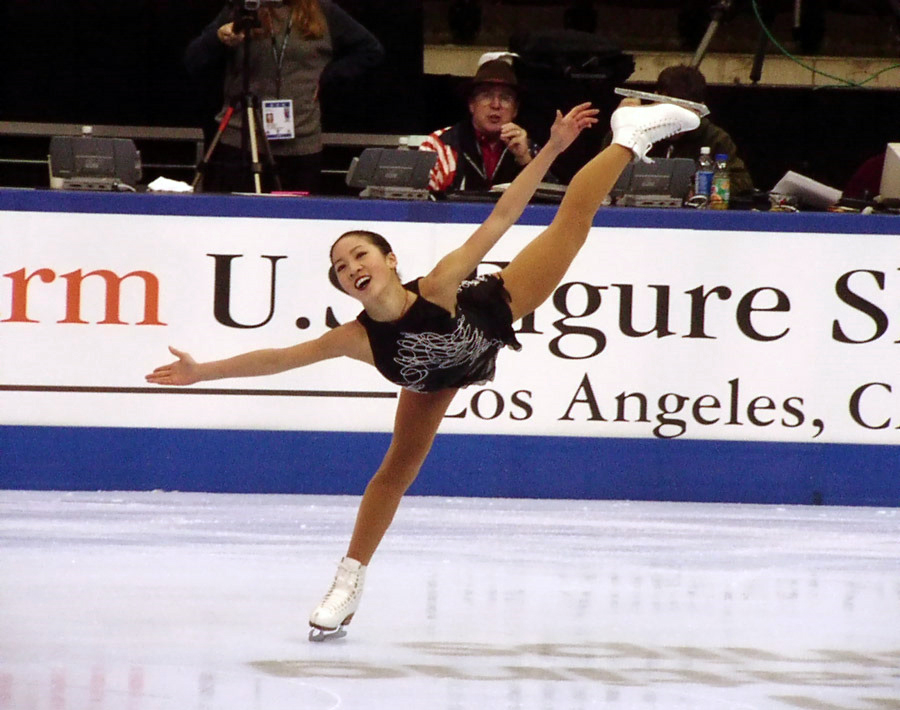
Đối thủ Michelle Kwan

Tháng 2 năm 1997, ở tuổi 14, Lipinski trở thành vận động viên trượt băng trẻ tuổi nhất giành danh hiệu Vô địch Hoa Kỳ, phá kỷ lục cũ của Sonya Klopfer thiết lập năm 1951. Lipinski đánh bại đương kim vô địch 1996 Michelle Kwan dù Kwan đã thắng bài thi ngắn. Trong bài thi tự do, Kwan bị ngã hai lần và chỉ thành công (land) được 4 trong 7 cú nhảy 3 vòng dự kiến, mở ra cánh cửa cho chiến thắng của Lipinski. Lipinski là người cuối cùng thực hiện phần thi tự do và hoàn thành một cách sạch sẽ với 7 cú nhảy 3 vòng, gồm cả tổ hợp 3Lo-3Lo đặc trưng của mình. Cô xếp hạng nhất.
Theo tác giả Edward Swift tờ Sports Illustrated, Giải vô địch quốc gia Hoa Kỳ năm 1997 đánh dấu sự khởi đầu cho cuộc so tài Kwan–Lipinski.
Một tháng sau, Lipinski chiến thắng Giải vô địch thế giới 1997 và trở thành nhà nữ vô địch trượt băng trẻ tuổi nhất khi ấy. Lipinski trẻ hơn 1 tháng so với Sonja Henie người Na Uy khi giành chức vô địch đầu tiên (trong 10 lần vô địch) năm 1927. Lipinski hoàn thành 7 cú nhảy 3 vòng giống như tại giải vô địch Hoa Kỳ và Chung kết Champion Series, kết thúc tại vị trí cao nhất ngay sau bài thi ngắn. Cô cũng hoàn thành hai cú nhảy Axel 2 vòng (2A) góp phần nhỏ để nâng điểm số. Lipinski đạt hầu hết điểm trình diễn (PCS) là 5,7 hoặc 5,8 giống như điểm kỹ thuật (TES). Ba trong bốn giám khảo chấm điểm trình bày của Lipinski cao hơn điểm kỹ thuật.
Phóng viên Jere Longman của The New York Times gọi bài thi tự do của Lipinski là "màn trình diễn nhẹ nhàng duyên dáng" và nói rằng cô ấy "điềm tĩnh và gần như hoàn mỹ". Lipinski mở màn bằng cú nhảy Axel 2 vòng (2A) và Flip 3 vòng (3F) cũng như 3Lo liên tiếp quen thuộc. Cô nhận được 5,8 và 5,9 cho điểm kỹ thuật, còn điểm trình bày là 5,7 và 5,8. Khi có kết quả cuối cùng sau bài thi tự do, các giám khảo đã không thể công bố rõ ràng người chiến thắng. Lipinski, Kwan (bài thi ngắn đứng thứ tư) và vận động viên người Nga Irina Eduardovna Slutskaya đều được bầu chọn cho vị trí thứ nhất. Kwan xếp thứ nhất cho bài thi tự do với đa số phiếu đánh giá thứ nhất và thứ nhì, còn Lipinski xếp thứ nhất chung cuộc vì bài thi tự do được nhiều phiếu thứ nhì hơn Slutskaya. Chỉ cần thêm 2 giám khảo cho điểm Slutskaya cao hơn Lipinski ở bài thi tự do thì Kwan đã có thể giành chiến thắng chứ không phải về nhì. Đây là lần đầu tiên Hoa Kỳ giành cả hạng nhất và nhì tại giải thế giới kể từ năm 1992 khi Kristi Yamaguchi giành huy chương vàng và Nancy Kerrigan được huy chương bạc.

### Mùa giải 1997–98

#### Mùa giải tiền Thế vận hội
Giữa hai mùa giải, Lipinski cao thêm 2 inch và tròn 15 tuổi. Cô bước vào mùa giải 1997–98 khi hàng ngày tham gia lớp khiêu vũ của giáo viên múa ba lê người Nga Marina Sheffer để bài diễn được phức tạp tinh tế hơn. Cô chọn nhạc phim cho cả bài diễn ngắn lẫn tự do, còn Marina Sheffer phụ trách biên đạo múa. Theo tác gia kiêm sử gia trượt băng nghệ thuật Ellyn Kestnbaum, báo chí Mỹ đã tung hô "hết sức cuộc đua tranh Kwan–Lipinski".
Tại Giải trượt băng Hoa Kỳ 1997, Kwan lần đầu tiên đánh bại Lipinski trong ba nội dung thi đấu và giành huy chương vàng. Lipinski đứng thứ nhì sau Kwan trong cả bài thi ngắn và tự do, về nhì chung cuộc. Mặc dù thực hiện những cú nhảy khó hơn Kwan trong bài thi ngắn, các điểm kỹ thuật của Lipinski đều thấp hơn. Với bài thi tự do, cô bị ngã khi thực hiện cú nhảy Lutz 3 vòng (3Lz) nhưng có màn diễn mạnh mẽ và khó về kỹ thuật. Theo Kestnbaum, Callaghan "ngạc nhiên không rõ tại sao các giám khảo lại cho nhà đương kim vô địch thế giới điểm thấp như vậy, đáng nhẽ nhà vô địch phải có ưu thế không chút nghi ngờ từ vị thế đó chứ". Lipinski lại về nhì tại Trophée Lalique, sau vận động viên người Pháp Laëtitia Hubert. Phải biết rằng Hubert đã không thắng cuộc thi lớn nào kể từ Giải vô địch thiếu niên thế giới 1992 và chỉ đứng thứ 11 ngay cuộc thi trước đó.
Đến với Chung kết Champions Series 1997–98, Lipinski chỉ ở hạt giống thứ tư ngang bằng Maria Viktorovna Butyrskaya của Nga. Nhưng cô đã chiến thắng giải này và có được màn diễn sạch sẽ trong cả mùa giải. Dù đủ điều kiện tham dự nhưng Kwan đành phải rút lui vì chấn thương. Mike Penner của tờ LA Times đưa tin rằng cả Lipinski và Callaghan đều lo ngại bị ban giám khảo đối xử bất công tại Champion Series mùa đó. Giám khảo chấm điểm kỹ thuật của Lipinski thấp hơn mùa trước, thấp tới 5,3 vì thực hiện nhảy Lutz không chuẩn. Theo Penner, các giám khảo nói với Callaghan rằng Lipinski thường xuyên thực hiện nhảy Lutz bằng cạnh trong của lưỡi trượt chứ không phải cạnh ngoài, trong trượt băng nhảy sai Lutz như vậy thì gọi là "Flutz". Lipinski và Callaghan tranh cãi với các giám khảo về điểm số những cú nhảy, lấy cớ rằng cô đã thực hiện y như khi vô địch thế giới lẫn quốc gia Hoa Kỳ mùa giải trước. Các tờ báo lớn tại Hoa Kỳ đã đăng tải một số bài với chủ đề Lipinski bị điểm thấp. Theo phóng viên Nancy Armor của The Spokesman-Review, Lipinski thể hiện màn trình diễn tốt nhất của mình trong mùa tại giải Chung kết với cú nhảy tốt Lutz 3 vòng (3Lz).
Tại Giải vô địch Hoa Kỳ 1998, Lipinski về nhì sau Kwan. Trong bài thi ngắn, Lipinski bị ngã khi thực hiện nhảy Flip 3 vòng, cô gọi đây là "điểm thấp nhất" trong sự nghiệp mình. Cô kiểm soát lại được bài thi ngắn đủ để leo từ thứ tư lên thứ nhì chung cuộc. Muốn giành chức vô địch, Lipinski sẽ phải đứng đầu bài thi tự do đồng thời Kwan chỉ đạt vị trí thứ ba trở xuống. Bài thi tự do của Lipinski có 7 lần nhảy 3 vòng, với cú kép 3Lo-3Lo đặc trưng và tổ hợp khó 1T-1/2Lo-3S. Các giám khảo đều cho điểm 5,8 và 5,9, ngoại trừ một cặp 5,7 cho phần trình bày.

#### Thế vận hội mùa đông 1998
Trượt băng nghệ thuật Hoa Kỳ chọn Kwan, Lipinski và vận động viên đứng thứ 3 tại giải quốc gia là Nicole Bobek tham dự Thế vận hội mùa đông 1998 ở Nagano, Nhật Bản. Lipinski và Kwan là đồng ứng cử viên cho tấm huy chương vàng.
Trong nội dung đơn nữ, Kwan thắng bài thi ngắn với 8 trên 9 giám khảo xếp cô hạng nhất, còn Lipinski về nhì. Bài thi ngắn của Lipinski khó hơn của Kwan về mặt kỹ thuật, được Swift gọi là là "rực rỡ - nhanh, nhẹ nhàng và vui tươi". Bài thi tự do của Lipinski với đặc trưng tổ hợp 3Lo-3Lo có tổng 7 lần nhảy 3 vòng, đây là màn diễn kỹ thuật khó nhất lịch sử Thế vận hội tính đến thời điểm ấy. Lipinski nhận điểm trình diễn là 5,8 và 5,9. Điểm trình bày của Kwan đều đạt 5,9 nhưng thấp điểm kỹ thuật hơn Lipinski. Kwan có bài thi tự do gần như hoàn hảo chỉ với một lỗi nhỏ trong một lần nhảy. Theo phóng viên Amy Shipley tờ The Washington Post, Kwan "trượt băng xuất sắc và Lipinski trượt giỏi hơn". Swift cho rằng bài thi tự do của Kwan "đủ để giành chiến thắng ở bất kỳ kỳ Thế vận hội nào khác", nhưng ban giám khảo cho cô 5 điểm kỹ thuật 5,7 tạo chỗ trống cho Lipinski vượt lên dẫn trước. Swift nói thêm rằng Lipinski "đã bùng nổ" trong bài thi tự do và "bay vút lên và quay tròn phóng túng, tràn ngập [sân băng] vui tươi". Giống như Kwan, cô có 7 cú nhảy 3 vòng, nhưng "sự khác biệt ở cú tổ hợp 3Lo-3Lo đặc trưng và [tổ hợp] 3 vòng kết thúc tuyệt vời 1T-1/2L-3S". Theo Kestnbaum, những cú nhảy của Lipinski không lớn như của Kwan, nhảy lên không đạt mức lý tưởng nhưng đáp xuống sạch sẽ và tăng tốc khi kết thúc. Các cú xoay nhanh hơn Kwan nhưng không khó bằng và tư thế cũng yếu hơn. Kestnbaum cũng phát biểu: "Màn diễn [Lipinski] không cho thấy các bước chuyển tiếp phức tạp, trượt nghiêng đầy sắc thái, cơ thể và đường nét được kiểm soát và thanh lịch". Lipinski đạt điểm kỹ thuật 5,8 và 5,9 còn điểm trình bày được đến 6 trên 9 giám khảo xếp vị trí đầu tiên. Lipinski giành huy chương vàng vì bài thi tự do có trọng số lớn hơn bài thi ngắn.
Khi ấy, Lipinski là vận động viên trẻ nhất đoạt huy chương vàng Thế vận hội trong lịch sử trượt băng nghệ thuật. Cô là nữ vận động viên Mỹ thứ sáu giành huy chương vàng Thế vận hội môn trượt băng nghệ thuật. Kwan về nhì, còn vận động viên trượt băng Trung Quốc Trần Lộ bất ngờ giành huy chương đồng. Lipinski phá vỡ kỷ lục đã tồn tại 70 năm của Sonja Henie thiết lập tại Thế vận hội mùa đông 1928 khi trẻ hơn 2 tháng. Lipinski-Kwan cũng mang lại thành tích cho Hoa Kỳ trong nội dung trượt đơn, không quốc gia nào đạt cả huy chương vàng lẫn bạc kể từ Thế vận hội kể từ năm 1956, khi mà cũng hai vận động viên người Mỹ lập nên là Tenley Albright và Carol Heiss.

## Sự nghiệp chuyên nghiệp

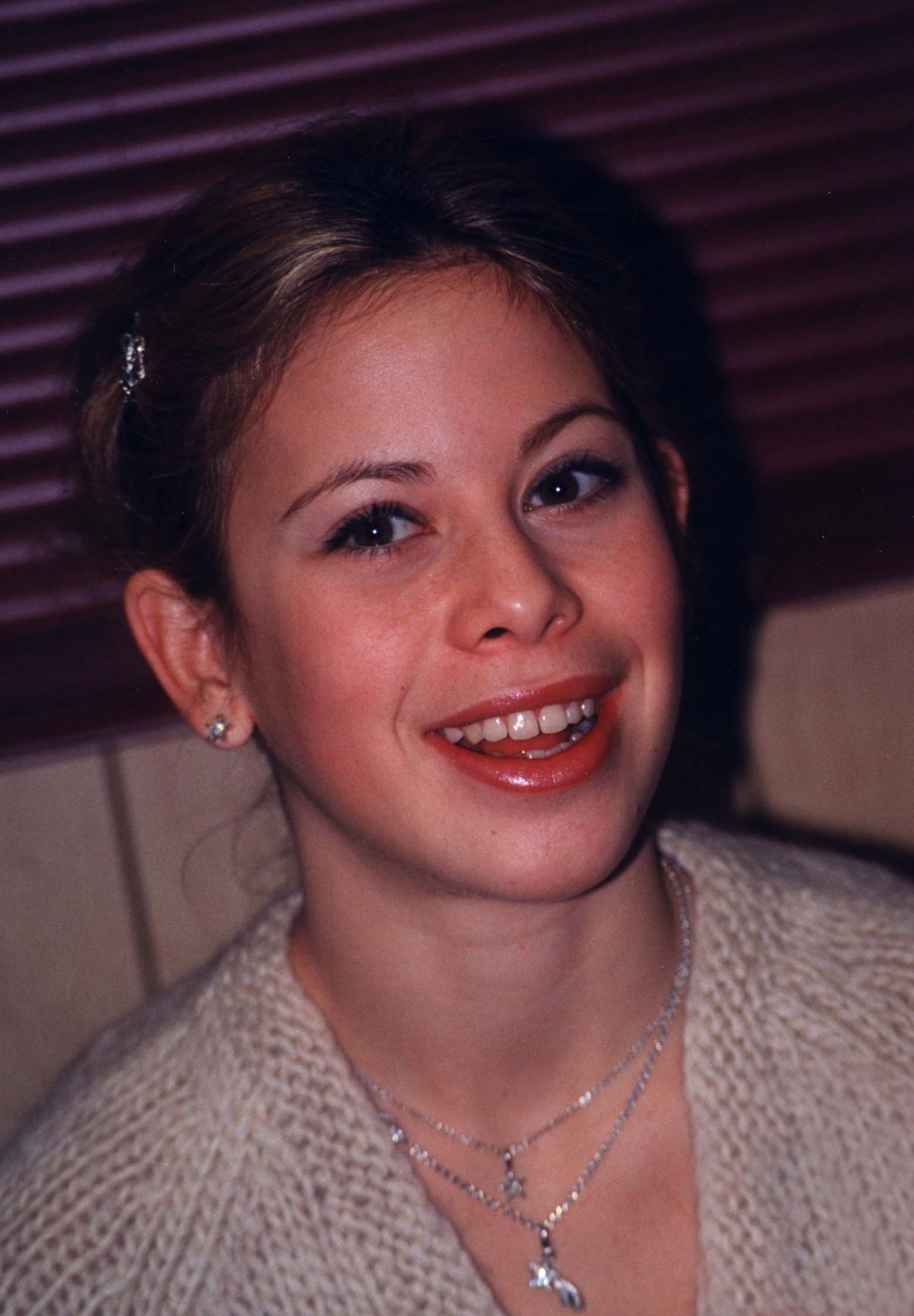
Lipinski tháng 12 năm 1998

Tháng 3 năm 1998, Lipinski thông báo quyết định rút khỏi Giải vô địch thế giới 1998 với lý do bị nhiễm trùng tuyến nghiêm trọng đến mức phải nhổ hai răng hàm, thường xuyên mệt mỏi và có thể bị tăng bạch cầu đơn nhân. Tháng 4, Lipinski bày tỏ ý định chuyển lên chuyên nghiệp trong một phỏng vấn trên chương trình Today Show của đài NBC, chấm dứt tư cách thi đấu tại Thế vận hội. Cô chia sẻ động lực chính là mong muốn kết thúc việc gia đình bị xa cách nhau do trượt băng và cũng tập trung vào các mục tiêu khác như học đại học trong hai năm tới. Theo The New York Times, quyết định của Lipinski "gây chấn động cộng đồng trượt băng nghệ thuật Thế vận hội". USA Today chỉ trích quyết định này, cho rằng cô chọn dễ dàng từ bỏ và so sánh quyết định của cô với việc đi diễn xiếc vậy. Vận động viên trượt băng nghệ thuật Scott Hamilton viết trong cuốn Landing It: My Life On and Off the Ice (Tiếp xuống: Đời tôi trong và ngoài sân băng) rằng Lipinski phải hứng chịu "lượng nhiệt khổng lồ" khi chuyển lên chuyên nghiệp.
Năm 1998, do được nhiều nhượng quyền và thỏa thuận xuất bản, giá trị tài sản ròng của Lipinski ước tính khoảng 12 triệu đô la. Cô ký thỏa thuận độc quyền với CBS để thực hiện một số màn biểu diễn trên băng và tham gia những giải đấu không nằm trong hệ thống thừa nhận. Sau Thế vận hội, Lipinski lưu diễn với công ty Champions on Ice tới 90 thành phố ở Hoa Kỳ. Tháng 8 năm 1998, cô chấm dứt mối liên hệ bắt đầu từ năm 1995 với Champions on Ice rồi tham gia dàn diễn viên Stars on Ice để nâng cao sắc sảo cũng như trình diễn nhóm. Cô bị đau hông và chấn thương hông khi diễn tập. Cùng năm, Lipinski viết hai cuốn sách Totally Tara - An Olympic Journey và Tara Lipinski: Triumph on Ice.
Năm 1999, Lipinski biểu diễn mùa thứ hai với Stars on Ice và tham gia Grand Slam of Figure Skating được ISU công nhận. Cô trở thành phát ngôn viên cho Boys and Girls Clubs of America và vận động chống ma túy, xuất hiện trong vở kịch xà phòng The Young and the Restless cũng như diễn trong các chương trình truyền hình của đài Fox Family Network và Nickelodeon. Cô cũng trở thành người trẻ tuổi nhất chiến thắng Giải vô địch Trượt băng Nghệ thuật Chuyên nghiệp Thế giới, hoàn thành cú nhảy 3F, 3T và 3S trong bài thi tự do. Nhận về hai điểm 10, mười một điểm 9,9 và một điểm 9,8; Lipinski nhiều hơn 1 điểm so với người về nhì là  Denise Biellmann.
Năm 2000, Lipinski phẫu thuật hông hòng cứu vãn sự nghiệp mình vào tuổi 18. Cô bị chấn thương gờ ổ khớp ở hông nhưng bị chẩn đoán sai trong 4 đến 5 năm khiến khớp đau đớn. Cô trở thành người phát ngôn nâng cao nhận thức về huyết khối tĩnh mạch sâu (deep vein thrombosis -DVT) mà Viện Y tế Quốc gia Hoa Kỳ đánh giá là "tác dụng phụ tiềm ẩn nguy hiểm khi phẫu thuật". Chấn thương nguyên khởi có thể đã bắt đầu trước Thế vận hội mùa đông 1998, nhưng ngày càng trở nên tồi tệ hơn đến mức Lipinksi không thể đi lưu diễn nữa. Ca phẫu thuật vốn thường chỉ mất 45 phút đã kéo dài tới 3,5 giờ vì cô đang bị viêm khớp diễn tiến và sụn đã tràn lên xương. Bảy ngày sau, Lipinski trở lại sân băng để tập nhẹ với Stars on Ice. Cô có thể lưu diễn trở lại nhưng phải rút lui khỏi Giải vô địch Chuyên nghiệp Thế giới năm 2000. Năm 2002, Lipinski cùng Stars on Ice lưu diễn tới 61 thành phố Hoa Kỳ rồi từ giã sự nghiệp trượt băng.

## Kỹ thuật trượt băng
Kỹ thuật trượt băng của Lipinski chịu ảnh hưởng từ Kristi Yamaguchi, Scott Hamilton và Christopher Bowman. Phong cách trượt băng của cô thường được so sánh với Michelle Kwan. Jere Longman ví Lipinski như "người thực hiện nhảy Thỏ Energizer bền bỉ" còn Kwan là "nghệ sĩ hoàn thiện, tinh tế hơn". Huấn luyện viên Frank Carroll của Kwan gọi phong cách Lipinski là "tuyệt vời", đồng thời thêm rằng cô ấy "dễ chuyển hướng, dễ nhảy". Tác giả Ellyn Kestnbaum nhận xét rằng so với "sự bày tỏ niềm vui được biên đạo cẩn thận hơn" của Kwan, Lipinski thể hiện "niềm vui tự phát và vô tư trong chuyển động chính mình tạo nên một bầu không khí tự tin và làm chủ không gian hơn".
Kestnbaum đề cập đến kỹ thuật trượt băng của Lipinski trong cuốn Culture on Ice: Figure Skating and Cultural Meaning để minh họa ảnh hưởng nữ giới lên môn trượt băng nghệ thuật. Trong đó viết "những người hoài nghi và hay thuần túy vốn coi trọng tính nghệ thuật khả dĩ trong thể thao hay các điểm sáng giá trong trượt băng nghệ thuật phàn nàn rằng các giám khảo trao huy chương vàng cho Lipinski chỉ đếm số lần nhảy mà không quan tâm đến chất lượng cú nhảy, và ít để ý hơn nữa đến chất lượng phần còn lại bài diễn". Kestnbaum lấy Lipinski làm ví dụ về cách thanh thiếu niên, đặc biệt là nữ thiếu niên thống trị thể thao, và bao nhiêu người trên báo chí lại chỉ trích sự phát triển này, một số thậm chí cả chính Lipinski để khuyến khích nó phát triển. Kestnbaum gọi những cú nhảy của Lipinski là "nhỏ và đôi khi sai sót kỹ thuật", những cú nhảy này được tranh luận trên báo chí năm 1997 và 1998. Kestnbaum nhận thấy những bài diễn đầu tiên của Lipinski do Sandra Bezik nhấn mạnh tới sự trẻ trung và nữ tính, trong khi đến Thế vận hội 1998, trọng tâm là 'sự trau chuốt' hơn hoặc 'tính trưởng thành' trong kỹ năng thể hiện".
Theo Longman, Lipinski "thúc đẩy môn thể thao này tiến lên theo độ khó trong những cú nhảy của mình". Ed Swift nhận xét rằng mặc dù những cú nhảy của Lipinski không lớn, nhưng cô ấy thực hiện cú xoay "nhanh đến mức như biến hình tựa Tinkerbell, xen giữa những cú nhảy". Tháng 3 năm 1997, ông nhận xét Lipinski có "năng khiếu âm nhạc và tư thế đĩnh đạc vượt xa tuổi mình", dù thường bị căng thẳng nhưng cô là "màn kết hợp trượt băng hoàn hảo, nếu bé thì bé hạt tiêu". Năm 2018, Chủ tịch Trượt băng nghệ thuật Hoa Kỳ Sam Auxier ghi nhận Lipinski đã giúp gia tăng mức phức tạp cho môn trượt băng Thế vận hội.

## Sự nghiệp truyền hình
Sau khi nghỉ trượt băng nghệ thuật, Lipinski dành vài năm du lịch và làm việc "mỗi nơi một chút". Cô có tham gia diễn xuất nhưng quyết định đó "không phải việc mình". Năm 2009, mong muốn có lại cảm giác mãnh liệt với trượt băng nghệ thuật, cô liên hệ với dịch vụ phát trực tuyến Trượt băng nghệ thuật Hoa Kỳ Ice Network để đề nghị được làm bình luận viên thi đấu. Lipinski bắt đầu tham gia bình luận cho Universal Sports năm 2010 và khởi sự làm việc cho NBC và NBC Sports năm 2011. Tại đó, cô bình luận hầu hết các chương trình phát sóng thi đấu trượt băng nghệ thuật quốc tế. Không như thông lệ các bình luận viên trượt băng nghệ thuật thời cô còn thi đấu, cô tường thuật từ trường quay thay vì đến địa điểm thi đấu trực tiếp. Cô cũng trở thành phóng viên đặc phái của Extra và các chi nhánh NBC địa phương.
Lipinski hợp tác với bình luận viên thể thao Terry Gannon và vận động viên trượt băng nghệ thuật đồng thời là người bạn tốt Johnny Weir tại Thế vận hội Mùa đông 2014 ở Sochi với tư cách là nhóm bình luận viên trượt băng nghệ thuật thứ hai nhà đài cho các chương trình phát sóng trực tiếp hàng ngày. Lúc đầu, Lipinski hợp tác với Gannon tại các nội dung cho nữ còn Weir với Gannon tại các nội dung cho nam. Sau khi thấy làm việc ăn ý mà  Lipinski gọi là "cảm xúc tức thì" với nhau, họ đưa ra ý tưởng cả ba bình luận cùng lúc với nhau cho NBC. Lipinski cho biết nó như "một kiểu tiền định" vậy. Bộ ba tạo nên 10 tỷ suất khán giả ban ngày ngày thường tốt nhất lịch sử  NBC. Theo phóng viên Tom Weir, "họ có sự đồng điệu hài hước tức thì, với những câu chuyện phiếm bình thường và khía cạnh hài hước đã thể hiện tốt đến kinh ngạc đối với phông nền cần vững chắc và chính xác của môn trượt băng nghệ thuật". Sau Thế vận hội, bộ ba thăng tiến lên bình luận viên trượt băng nghệ thuật chính của đài NBC. Lipinski cùng Weir và Gannon là nhà phân tích tại Thế vận hội Mùa đông 2018. Bình luận trong thời gian chính tại Thế vận hội từng là giấc mơ của Lipinski. Ngoài ra, bộ ba này cũng dẫn cho lễ bế mạc Thế vận hội 2018, 2020 và 2022.
Năm 2014, chương trình Access Hollywood đài NBC đã thuê Lipinski và Weir phân tích thời trang trên thảm đỏ tại Giải Oscar lần thứ 86. Cô chuyên trách phóng viên truyền thông xã hội, phong cách sống và thời trang cho kênh NBC Sports, trong đó có Beverly Hills Dog Show cùng Weir năm 2017, National Dog Show từ năm 2015, Kentucky Derby từ năm 2014 đến 2018 và show trước trận đấu Super Bowl năm 2015 và 2017. Tạp chí People gọi họ là phóng viên văn hóa cho Thế vận hội Mùa hè 2016.
Theo Houston Chronicle, Lipinski đến với nghiệp phát thanh truyền hình "cùng đam mê, sức sống và đạo đức nghề nghiệp nghiêm túc giống như những gì cô ấy đã mang đến sân băng". Cô dành hàng trăm giờ đồng hồ nghiên cứu về vận động viên trượt băng. Chịu ảnh hưởng từ Peggy Fleming, Dick Button và Scott Hamilton, Lipinski học cách bình luận bằng cách nghe lại băng thu âm phát thanh của Hamilton trước đây. Cô gọi sự nghiệp phát thanh viên là "giấc mơ thứ hai" của mình. Năm 2018, cô chia sẻ  với Entertainment Tonight "Tôi cảm kích vô cùng vì trong cả thế giới mình Johnny và tôi đã tìm ra chỗ này, mang lại cho chúng tôi những cơ hội ở ngoài sân băng". Cùng năm, The Washington Post cho thấy phản ứng trái chiều của khán giả đối với Lipinski và Weir; một số coi họ là "con cưng Thế vận hội – nơi cung cấp tràn đầy tri thức, sôi nổi chất chơi", trong khi những ý kiến khác lại nói "xấu tính, đáng ghét và cuồng loạn". Người tiền nhiệm của Lipinski, Weir và Gannon tại NBC Scott Hamilton gọi họ là một "hiện tượng" và "luồng gió tươi mới". GQ mô tả phong cách bình luận của họ là "khả năng những người như Gladwell trong việc làm sáng tỏ môn trượt băng nghệ thuật cho những ai chưa biết và tính vô tư thẳng thắn từng khiến họ bị chỉ trích".
Cosmopolitan coi phong cách bình luận của Lipinski và Weir là trung thực và đầy màu sắc, đồng thời khẳng định họ vui tính nhưng tránh được vẻ "phô diễn bề ngoài bóng bẩy". Họ cố gắng để người xem dễ tiếp cận với môn trượt băng nghệ thuật, các khía cạnh kỹ thuật chỉ nhắc đến ở mức tối thiểu nhưng chú trọng vào "sắc thái để ai cũng có thể tham gia đàm luận". Cây bút thể thao và phê bình truyền thông Bill Goodykoontz nêu lên sự nhiệt tình của họ đối với trượt băng nghệ thuật là "đặc trưng" khi họ nói không ngừng về môn thể thao nằm lòng của mình. Theo Dick Button, Lipinski và Weir đều "xuất sắc" nhưng Lipinski "có thể nói hơi quá", dù Tom Weir có nói khi vận động viên trượt băng "tao nhã và không mắc lỗi", cả Lipinski lẫn Weir đều "khôn ngoan và giữ yên lặng". Goodykoontz chỉ ra rằng Lipinski và Weir đã im lặng một cách bất thường khi đại diện của Ủy ban Olympic Nga là Kamila Valeryevna Valieva thực hiện bài thi ngắn. Valieva được phép thi đấu dù không qua được kiểm tra ma túy trước Thế vận hội mùa đông 2022. Họ chỉ đơn thuần thông tin về những cú nhảy của Valieva rồi về sau mới bày tỏ ý kiến cá nhân rằng lẽ ra cô không được phép thi đấu.
Năm 2018 và 2019, Lipinski và Weir dẫn chương trình và xuất hiện trong một số màn trình diễn trên Food Network, gồm cả hai mùa Wedding Cake Challenge (Thử thách làm bánh cưới). Năm 2022, Lipinski cùng dẫn Wedding Talk với nhà tổ chức sự kiện José Rolón và nhà thiết kế hôn lễ Jove Meyer, do Chicken Soup for the Soul Studios sản xuất. Cùng năm đó, Lipinski và chồng là Todd Kapostasy, một nhà sản xuất thể thao và đạo diễn phim tài liệu, đồng sản xuất loạt phim tài liệu Meddling: The Olympic Skating Scandal That Shocked the World. Loạt phim gồm bốn phần tập trung vào tranh cãi về môn trượt băng tại Thế vận hội mùa đông 2002, được phát sóng trên dịch vụ phát trực tuyến NBC Peacock vào tháng 1 năm 2022. Lipinski nói rằng vợ chồng mình lựa chọn cho ra đời loạt phim này nhân dịp 20 năm vụ bê bối cũng như những gì đã xảy ra chưa được nhìn nhận toàn diện. Cô gọi tác phẩm của mình là "một cái nhìn sâu sắc và có trách nhiệm về những gì đã xảy ra".  Họ đã tiến hành phỏng vấn các nhân vật liên quan đến vụ việc tại Nga, Pháp và Canada. USA Today gọi bộ phim tài liệu là "cái nhìn sâu sắc về vụ bê bối".

## Đời tư
Tháng 6 năm 2017, Lipinski kết hôn với nhà sản xuất thể thao Todd Kapostasy sau hai năm hẹn hò. Họ gặp nhau lần đầu tại Sports Emmys 2015 khi Lipinski trao tặng giải thưởng cho Kapostasy. Đám cưới ấy, Johnny Weir là nam phù dâu và trong số khách mời có cả Scott Hamilton.
Lipinski bày tỏ đức tin Công giáo với lòng sùng kính Thánh Têrêsa thành Lisieux từ năm 1994. Cô ghi công Thánh Têrêsa phù hộ mình trong chiến thắng Thế vận hội năm 1998 và hồi phục sau ca phẫu thuật hông năm 2000. Trong các kỳ Thế vận hội, cô đều đeo mề đay Thánh Têrêsa do linh mục Vince Kolo từ Pittsburgh trao gửi. Cô đã cảm tạ Thánh Têrêsa trong khu vực kiss and cry sau bài thi ngắn tại Nagano, còn huấn luyện viên của cô cầm bức tượng nhỏ của Thánh Têrêsa khi Lipinski thực hiện bài thi tự do. Cô cũng đeo dây chuyền đính bùa lấy may do người cậu tặng với dòng chữ "Short, but good" (bé hạt tiêu). Lipinski cũng đặt tượng Thánh Têrêsa trên bảng trước mỗi lần thi đấu. Vài tháng sau Thế vận hội Nagano, cô dâng tặng huy chương và trang phục mình cho triển lãm. Năm 2001, Lipinski dựng một căn phòng vinh danh Thánh Têrêsa trong khu vui chơi trẻ em tại một bệnh viện ở Detroit. Cô nói rằng biểu tượng hoa hồng của Thánh Têrêsa, "luôn xuất hiện vào những thời điểm tốt nhất và tệ nhất của mình".
Tháng 9 năm 2020, nhằm giúp nâng cao nhận thức về tình trạng sức khỏe, Lipinski cho công khai thông tin chẩn đoán lạc nội mạc tử cung của mình sau khi điều trị bằng phẫu thuật nội soi. Dù triệu chứng không nghiêm trọng nhưng Linpinski bị đau từng cơn gia tăng hơn 5 năm trước khi được chẩn đoán và điều trị. Cô thông báo rằng phẫu thuật  thành công, loại bỏ được các mô dính nội mạc và hồi phục "chủ yếu không đau nữa". Cô cho biết việc nâng cao nhận thức về bệnh lạc nội mạc tử cung của vũ công kiêm diễn viên Julianne Hough đã khích lệ mình tìm cách điều trị riêng.

## Kỷ lục và thành tựu
- Vận động viên trẻ nhất (12 tuổi) giành huy chương vàng tại Liên hoan Thế vận hội Hoa Kỳ (1995)[6]
- Phụ nữ đầu tiên thực hiện thành công tổ hợp nhảy loop 3Lo-3Lo khi thi đấu (1996), đây cũng là sở trường đặc trưng của Lipinski[3]
- Vận động viên nữ trẻ nhất (14 tuổi) giành chức Vô địch Trượt băng Nghệ thuật Thế giới (1997)[14]
- Phụ nữ Mỹ thứ sáu giành huy chương vàng Thế vận hội môn trượt băng nghệ thuật (1998)[4]
- Vận động viên trượt băng trẻ tuổi nhất (16 tuổi) chiến thắng Giải vô địch Trượt băng Nghệ thuật Chuyên nghiệp Thế giới (1999)[41]
- Người trẻ nhất được giới thiệu vào Đại sảnh Danh vọng Trượt băng Nghệ thuật Hoa Kỳ (2013)[46][72]

## Trượt băng nghệ thuật

### Bài diễn
| Mùa     | Bài diễn ngắn | Bài diễn tự do                                                                                 | Trình diễn                                            |
| ------- | --- | ---------------------------------------------------------------------------------------------- | ----------------------------------------------------- |
| 1994–95 | Cirque du Soleil | Samson và Delilah - Camille Saint-Saens soạn nhạc                                              |                                                       |
| 1995–96 | On the Town - Leonard Bernstein soạn nhạc | Liên khúc: 1. SpeedMark Mancina soạn nhạc 2. The Prince of Tides James Newton Howard soạn nhạc | On the Town                                           |
| 1995–96 | On the Town - Leonard Bernstein soạn nhạc | Liên khúc: 1. SpeedMark Mancina soạn nhạc 2. The Prince of Tides James Newton Howard soạn nhạc | Liên khúc: 1. Speed 2. The Prince of Tides            |
| 1996–97 | Little Women - Thomas Newman soạn nhạc - Sandra Bezic biên đạo                                                                                 | Much Ado About Nothing - Patrick Doyle soạn nhạc                                               | Walking on Sunshine - Katrina and the Waves trình bày |
| 1997–98 | Anastasia - David Newman soạn nhạc - Liz Callaway - Sandra Bezic biên đạo Bản track sử dụng 1. "Once Upon a December" 2. "Journey to the Past" |                                                                                                |                                                       |

### Mốc thi đấu đáng nhớ

#### Mùa trưởng thành
- GP – Sự kiện thuộc ISU Champions Series (Grand Prix)
- WD – Rút lui khỏi sự kiện (Withdrew)

| Sự kiện            | 1995–96 | 1996–97 | 1997–98 |
| ------------------ | ------- | ------- | ------- |
| Thế vận hội        |         |         | 1       |
| Thế giới           | 15      | 1       | WD      |
| GP Chung kết       |         | 1       | 1       |
| GP Cúp Quốc gia    |         | 2       |         |
| GP Skate America   |         |         | 2       |
| GP Skate Canada    |         | 2       |         |
| GP Trophée Lalique |         | 3       | 2       |
| Nebelhorn Trophy   | 4       |         |         |
| Vô địch quốc gia   | 3       | 1       | 2       |

#### Mùa thiếu nhi và thiếu niên
- J – Cấp độ thiếu niên (Junior)
- N – Cấp độ thiếu nhi (Novice)

| Sự kiện             | 1993–94 | 1994–95 | 1995–96 |
| ------------------- | ------- | ------- | ------- |
| Thiếu niên thế giới |         | 4       | 5       |
| Nebelhorn Trophy    |         |         | 4       |
| Vô địch quốc gia    | 2 N     | 2 J     |         |

### Sự nghiệp chuyên nghiệp
- 1998 Skate TV Championships: 1[74]
- 1998 Ice Wars: 1 (đội Mỹ)[75]
- 1998 Jefferson Pilot Financial Championships: 1[76]
- 1999 Team Ice Wars: 2 (đội Mỹ)[77]
- 1999 Ice Wars: 1 (đội Mỹ)[78]
- 1999 Grand Slam Super Teams of Skating: 1[79]
- 1999 World Professional Championship: 1[41]
- 2001 World Ice Challenge: 1 (đội Mỹ)[80]
- 2002 Ice Wars: 1 (đội Mỹ)[81]

## Chương trình truyền hình
- Early Edition (1997), bản thân[82]
- Touched by an Angel (1999), Alex Thorpe[83]
- Sabrina, the Teenage Witch (1999), bản thân[54]
- The Young and the Restless (1999), Marnie Kowalski[45]
- Ice Angel (2000), Tracy Hannibal[84]
- Are You Afraid of the Dark? (2000), Ellen[85]
- Vanilla Sky (2001), cô gái dự tiệc – không ghi nhận tên[86]
- Arliss (2002), bản thân[87]
- 7th Heaven (2003), Christine[88]
- The Metro Chase (2004), Natalie Jordon[44]
- Still Standing (2005), Sarah[89]
- What's New, Scooby-Doo? (2005), Grey – lồng tiếng[82]
- Malcolm in the Middle (2006), Carrie[90]
- Superstore (2016), bản thân[91]
- Kidding (2018), bản thân[54]
- Family Guy (2018), bản thân – lồng tiếng[92]
- Amphibia (2019), bản thân – lồng tiếng[82]
- Scooby-Doo and Guess Who? (2020), bản thân – lồng tiếng[93]
- Wedding Talk (2022), bản thân – dẫn chương trình[65]
- Night Court (2023), bản thân[94][95]